# Neil Ritchie
Pour les articles homonymes, voir Ritchie.
Neil Methuen Ritchie, né le 28 juillet 1897, mort le 11 décembre 1983, est un officier supérieur britannique durant la Seconde Guerre mondiale.

## Début de carrière
La carrière militaire du général Ritchie débute en 1914 lorsqu'il est affecté en tant qu'officier au Black Watch. Durant la Première Guerre mondiale il sert lors des campagnes en France et en Mésopotamie dont les actions il reçoit la Croix militaire en 1918, pour « [avoir montré] un calme et un courage parfait ainsi qu'un profond mépris pour le danger ».

## Seconde Guerre mondiale
Au début de la Seconde Guerre mondiale, Ritchie a déjà atteint le rang de brigadier. Il participe à l'évacuation de Dunkerque. Il fait partie des états-majors des généraux Wavell, Brooke et Auchinleck qui le tiennent tous en grande estime. C'est Auchinleck qui lui confie son premier grand commandement de terrain, celui de la VIIIe Armée, en novembre 1941.
Ritchie a la malchance d'obtenir ce commandement dans les premières phases de la guerre, lorsque les revers britanniques sont les plus forts. Sur l'ensemble des théâtres de guerre, la VIIIe Armée, en Afrique du Nord, est la seule force terrestre à combattre les Allemands. Après quelques réussites contre les Italiens, les Britanniques sont repoussés par l'arrivée de l'Afrika Korps de Rommel.
Initialement, Ritchie ne devait commander la VIIIe Armée que temporairement dans l'attente d'un remplaçant, mais il occupe ce poste pendant plus de six mois. Il est responsable de la VIIIe Armée lors de la Bataille de Gazala, en mai-juin 1942, son commandement est approximatif et les Britanniques sont lourdement défaits, perdant le port de Tobrouk.
Il est destitué par Auchinleck le 25 juin 1942 avant la Première bataille d'El Alamein.

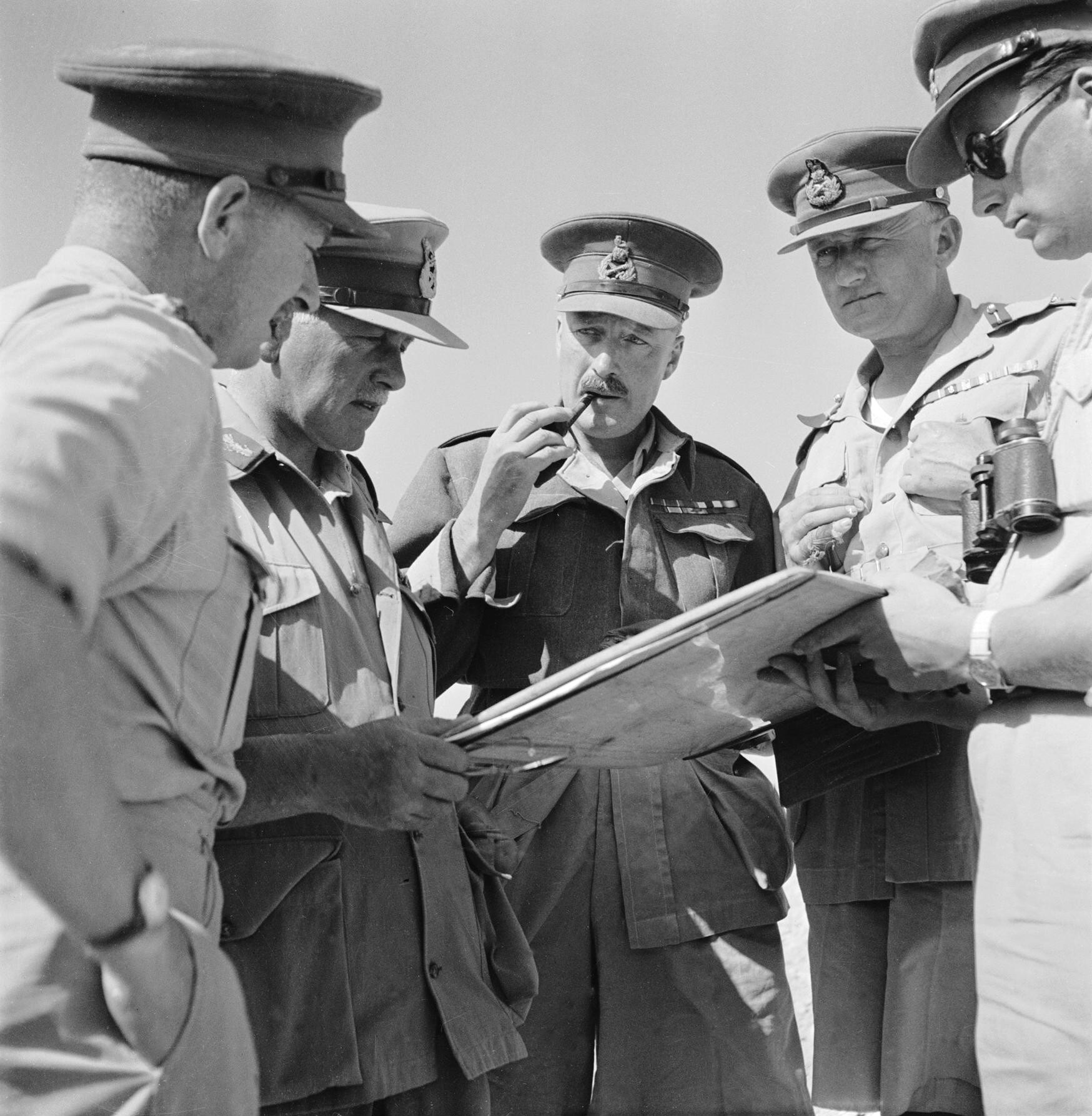
Ritchie (centre) s'adressant à d'autres officiers en Afrique du nord.

Auchinleck est fréquemment soupçonné d'avoir mandaté Ritchie, alors relativement jeune, dans le but de pouvoir lui-même diriger étroitement la bataille en tant que Commandant-en-Chef des forces au Moyen-Orient. Ritchie est critiqué lourdement pendant et après la guerre pour avoir échoué à bloquer Rommel. Depuis, plusieurs commentateurs l'ont défendu, dont notamment le Field Marshal Lord Carver.
Après avoir été remplacé à la tête de la VIIIe Armée, Ritchie est affecté à la 52e division d'infanterie en Grande-Bretagne et, plus tard, à la tête du XII Corps lors du Débarquement en Normandie.
Le fait que Ritchie ait obtenu un commandement au feu après avoir été relevé, à la différence de son prédécesseur à la tête de la VIIIe Armée Cunningham, reflète la haute estime dans laquelle le tenait le Chef d'état-major impérial, Alan Brooke.

## Après guerre
Après la guerre, Ritchie reste dans l'Armée et, en 1947, sert comme commandant en chef des forces britanniques en Extrême-Orient, aide de camp du Roi et colonel du Black Watch, son ancien régiment,.
Après son départ à la retraite, il émigre au Canada et devient Secrétaire général d'une compagnie d'assurance. Il meurt à l'âge de 86 ans à Toronto.